# Jacques Sérène

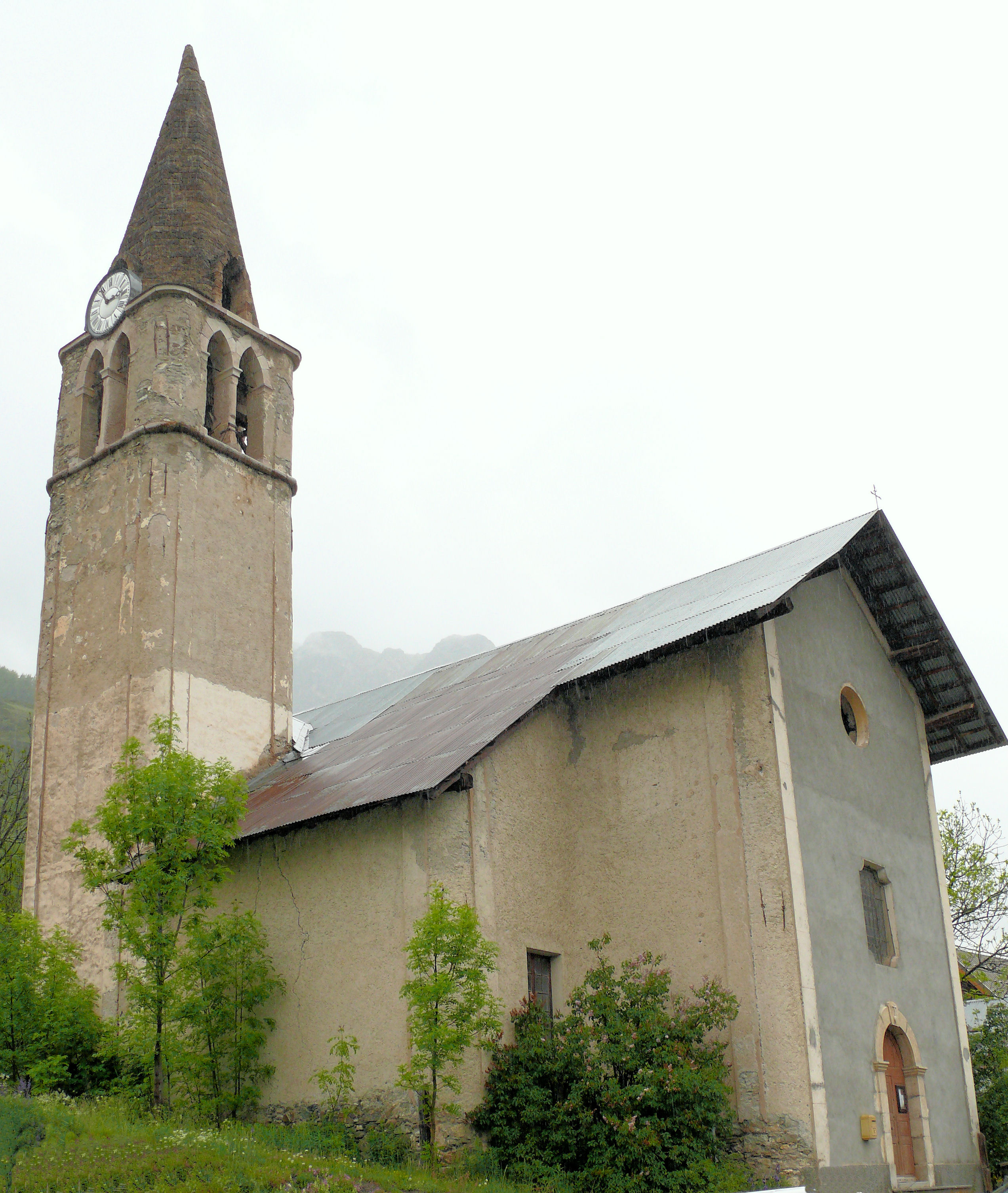
Église de la Transfiguration-de-Notre-Seigneur de Serennes.

Jacques Sérène, mort en 1286, est un prélat français de la fin du XIIIe siècle, archevêque d'Embrun. 
Une statue sur une stèle le représente dans l'église de la transfiguration-de-Notre-Seigneur de son hameau de Serenne situé sur la commune du village de Saint Paul sur Ubaye. Le hameau de Serenne a obtenu tardivement l'élévation au rang de paroisse, 1829 selon l'association "archeo-provence" , en 1779 selon Marius Allix . 

## Biographie
Jacques Sérène est prévôt d'Embrun, lorsqu'il en devient archevêque en 1275. Il est présent à l'entrevue de Grégoire X avec l'empereur Rodolphe, qui eut lieu à Lausanne. Rodolphe nomme Jacques, tricamérier de la chambre impériale en 1276 et accorde le même titre à ses successeurs. L'archevêque Sérène publie en 1278 des statuts pour le gouvernement de son diocèse.